# Pierre Darquier
Pour les articles homonymes, voir Darquier.
Jean Henri Pierre Darquier, né le 23 janvier 1869 et mort à Cahors le 31 mars 1942, est un médecin et homme politique français. Il fut maire de Cahors entre 1907 et 1919. Son fils Louis Darquier (1897-1980), qui se faisait appeler « Darquier de Pellepoix », un nom d'emprunt, a été Commissaire général aux affaires juives de 1942 à 1944.

## Biographie
Pierre Darquier naît à Cahors où sa famille maternelle gère une épicerie, située rue Nationale, près de la cathédrale Saint-Étienne de Cahors. Sa famille paternelle est originaire de Martel, dans le Lot. Son père, Jean, collecteur d'impôts, a épousé Eugénie Vayssade en août 1862. Le couple a deux garçons. Le père meurt alors que Pierre a 19 ans, il laisse à sa famille des terres, situées à Montcuq et Saint Cyprien, ainsi que des biens mobiliers et immobiliers.

## Maire de Cahors
Entre 1888 et 1893 Pierre Darquier étudie la médecine à Paris, où meurt son frère aîné. En 1896. Il étudie notamment la neurologie et écrit une thèse sur les travaux de son maître Charcot. il ouvre ensuite son cabinet médical à Cahors, épouse Louise Émilie Victoria Laytou, jeune femme de Cahors née en 1877, dont le grand-père, imprimeur, a été le fondateur du Journal du Lot. À la suite du décès de son frère, Louise hérite de tous les biens de sa famille. Le couple emménage alors dans la maison familiale des Laytou - rue du Lycée - et a trois enfants : Jean, né en 1896, Louis en 1897 et René en 1901. Pierre Darquier est devenu un médecin apprécié et l'un des principaux notables de la région. Coureur de jupons invétéré, beau parleur, il s'engage en politique au sein du Parti radical, devient maire de Cahors en 1906, puis conseiller général. Élevé dans une famille catholique, il n'est pas franc-maçon, ni foncièrement anticlérical, ni d'ailleurs « antisémite ».

## Paris
Mobilisé pendant la guerre de 1914-18, Pierre Darquier est chirurgien militaire, médecin-chef, sur le front d'abord (Marne, Aisne, Ypres, Chemin des dames...), affecté ensuite à l'hôpital militaire de Tours en décembre 1914, puis au Centre de réforme de Clignancourt en 1917, En 1919, Pierre Darquier quitte Cahors pour s'installer à Paris. Il « laisse » la mairie de Cahors à Anatole de Monzie, député du Lot depuis 1909. Il est fait chevalier de la Légion d'honneur. À la fin de 1918, les Darquier s'installent définitivement à Neuilly-sur-Seine. Les relations du père avec son fils Louis, un « bon à rien » qui n'a fait aucune étude supérieure, qu'il a aidé (via Anatole de Monzie) à obtenir des postes dans le commerce des grains (dans les affaires des Vilgrain, ou de Louis Louis-Dreyfus) qui a multiplié les prévarications avant de se retrouver sans emploi, et qui ne cesse de réclamer de l'argent, sont devenues extrêmement tendues. Pierre Darquier n'apprécie pas du tout non plus les positions antisémites de ce fils pour lequel sa mère est plus indulgente, voire complaisante. Pierre Darquier refuse ainsi d'aller voir Louis Darquier sur son lit d'hôpital alors que ce dernier a été grièvement blessé par balle à la cuisse lors des événements sanglants du 6 février 1934 devant la Chambre des députés.

## Débâcle
Le 10 juin 1940, en pleine « débâcle », Pierre Darquier quitte Paris en voiture, emmenant sa famille et Anatole de Monzie vers le Lot. Il se réfugie d'abord à Saint-Paul-Labouffie (aujourd'hui Saint-Paul-de-Loubressac), puis à Cahors, rue Saint-Géry, où il reprend sa pratique médicale. Atteint d'une phlébite, il meurt à Cahors le 31 mars 1942. Ses obsèques sont célébrées dans la cathédrale Saint-Étienne de Cahors ; le 4 avril. Anatole de Monzie prononce un discours sur sa tombe en présence de ses enfants, dont Louis, avec lequel il ne se sera jamais réconcilié. L'épouse de Pierre Darquier, Louise, revint à Neuilly où elle demeura jusqu'à la fin de sa vie, le 13 mars 1956. Elle revint parfois à Cahors après la guerre, logeant à l'hôtel des Ambassadeurs. Elle alla aussi rendre visite à son fils Louis, réfugié à Madrid, lors de la première communion de sa seconde petite fille, Teresa. Elle a été inhumée à Cahors à côté de Pierre Darquier.

## Les fils Darquier
L'un des trois fils de Pierre, René, qui travaille dans le négoce des grains et a considérablement aidé son frère Louis à subsister pendant ses années de disette lui coupe les vivres dès 1936, lorsque Louis s'enfonce dans un antisémitisme de plus en plus furieux. Il  cède les reconnaissances de dettes accumulées - 170 000 francs de l'époque - à une société chargée de récupérer les créances sans ménagement. L'affaire passant au stade de la justice et des huissiers, leur frère aîné, Jean, proche des idées de Louis, supplie René de mettre fin aux poursuites. Ce que René accepte finalement. Il ne sera jamais remboursé. Et même, pour se venger de lui, Louis Darquier assure publiquement en 1942 que ce frère René qui avait travaillé, pour son plus grand profit, dans l'entreprise Louis-Dreyfus, était — contrairement à la vérité — aussi « antijuif » que lui-même et son autre frère Jean.